# Usagi Drop
Usagi Drop (うさぎドロップ?, Usagi Doroppu) è un manga scritto e disegnato da Yumi Unita, pubblicato in Giappone sul mensile Feel Young da ottobre 2005 ad aprile 2011 e successivamente raccolto in 10 tankōbon pubblicati da Shodensha.
Un adattamento anime, prodotto dallo studio Production I.G, è andato in onda in Giappone dall'8 luglio al 16 settembre 2011 all'interno del blocco noitaminA della Fuji TV. È stato prodotto anche un adattamento live action della serie, con Ken'ichi Matsuyama che interpreta il protagonista maschile; l'anteprima è stata trasmessa in Giappone il 20 agosto 2011.
Una serie manga spin-off di Unita è Usagi Drop: Bangaihen, che ha cominciato la serializzazione sulla rivista Feel Young da luglio a dicembre 2011.
In Italia i diritti del manga sono stati acquistati da GP Publishing che l'ha pubblicato dal 2012 al 2015.

## Trama
La storia parla del trentenne Daikichi che torna a casa del nonno defunto per celebrarne il funerale. Qui scopre l'esistenza di Rin, una bambina di 6 anni, figlia illegittima del nonno nata dalla relazione con una donna sconosciuta. La bambina è motivo di grande imbarazzo per tutti i parenti presenti alla cerimonia che la trattano come fosse un'estranea. Nessuno vuole prendersi cura della bambina e sembra destinata ad un orfanotrofio, quando Daikichi visibilmente infastidito dall'atteggiamento dei suoi in uno scatto d'orgoglio decide di portarla a casa con sé e prendersene cura, nonostante sia single e senza alcuna esperienza nell'allevare un bambino.
Rin diventa così parte della sua vita e Daikichi sperimenta quanto sia difficile crescere un bambino completamente da soli. Nel corso della serie fa amicizia con la madre di Kōki Nitani, amico di Rin conosciuto all'asilo, che di tanto in tanto gli dà consigli su come crescere Rin. Col tempo Daikichi si renderà conto che tutti i suoi sacrifici verranno premiati e un po' alla volta costruirà un rapporto di grande intesa e affetto con la piccola Rin.

## Personaggi
Daikichi Kawachi (河地 大吉?, Kawachi Daikichi)

Daikichi e Rin

Il protagonista dell'opera, è un trentenne single che decide di adottare e prendersi cura della piccola Rin, visto il comportamento dei parenti, nonostante abbia poca dimestichezza con i bambini. Assomiglia molto a suo nonno Sōichi quando era giovane. Gran lavoratore, è impegnato in una ditta che produce capi d'abbigliamento, prima alle vendite (dove era ritenuto uno dei migliori) per poi decidere di trasferirsi alle spedizioni, per avere un orario più flessibile che gli consenta di badare a Rin. Per accudirla al meglio cambia anche stile di vita, rinunciando a bere e a fumare. Non avendo avuto ancora esperienze con bambini, è insicuro su come relazionarsi con Rin e a come crescerla, chiedendo spesso consiglio ad altri genitori.
L'autrice ha dichiarato di aver usato le sue esperienze da genitore e i suoi dubbi per creare il personaggio di Daikichi.
Doppiato da Hiroshi Tsuchida (anime) e interpretato da Ken'ichi Matsuyama (live-action) (giapponese).
Rin Kaga (鹿賀 りん?, Kaga Rin)
Figlia illegittima di 6 anni del nonno di Daikichi (il che la rende sua zia e sorellastra di sua madre), inizialmente è una bambina riservata e molto silenziosa, fatto dovuto alla perdita del nonno e alla freddezza del resto della famiglia nei suoi confronti. Dopo essere stata adottata da Daikichi dimostrerà però di essere vivace, molto matura e indipendente per la sua età e si affezionerà sempre più a lui. Avverte comunque molto l'essere stata abbandonata dalla madre e la morte del nonno ed è preoccupata che Daikichi possa fare lo stesso.
Doppiata da Ayu Matsūra (anime) e interpretata da Mana Ashida (live-action) (giapponese).
Kōki Nitani (二谷 コウキ?, Nitani Kōki)
Bambino molto vivace che frequenta l'asilo e che stringerà amicizia con Rin e con Daikichi, che considera quasi una figura paterna.
Doppiato da Noa Sakai (anime) e interpretato da Ruiki Satō (live-action) (giapponese).
Yukari Nitani (二谷 ゆかり?, Nitani Yukari)
Madre di Kouki. Un'attraente donna di 32 anni, divorziata, che come Daikichi cresce da genitore single il proprio figlio. Sarà preziosa fonte di consigli per Daikichi.
Doppiata da Sayaka Ōhara (anime) e interpretata da Karina (live-action) (giapponese).
Haruko Maeda (前田 春子?, Maeda Haruko)
Cugina di Daikichi e madre di Reina. Fuggirà temporaneamente di casa con la figlia per via di problemi con la famiglia del marito, rifugiandosi da Daikichi.
Doppiata da Kana Ueda (anime) (giapponese).
Reina Maeda (前田 麗奈?, Maeda Reina)
Figlia di Haruko, ha la stessa età di Rin, con cui stringerà amicizia. Rispetto a Rin, è però più viziata e capricciosa.
Doppiata da Nanako Sudō (anime) (giapponese).
Masako Yoshī (吉井 正子?, Yoshī Masako)
Madre di Rin, è una mangaka che faceva le pulizie a casa del nonno di Daikichi. Non ritenendosi adatta a fare la madre e preferendo perseguire la carriera di mangaka, decide di lasciare Rin alle cure di Sōichi e di non rivelare la sua identità alla bambina.
Doppiata da Māya Sakamoto (anime) (giapponese).

## Manga
| Nº | Data di prima pubblicazione | Data di prima pubblicazione | Data di prima pubblicazione | Data di prima pubblicazione |
| Nº | Giapponese                  | Giapponese                  | Italiano                    | Italiano                    |
| -- | --------------------------- | --------------------------- | --------------------------- | --------------------------- |
| 1  | 19 maggio 2006              | ISBN 978-4-39-676380-0      | 15 dicembre 2012            | ISBN 978-88-6468-924-1      |
| 2  | 8 febbraio 2007             | ISBN 978-4-39-676400-5      | 31 gennaio 2013             | ISBN 978-88-6468-959-3      |
| 3  | 6 ottobre 2007              | ISBN 978-4-39-676421-0      | 30 marzo 2013               | ISBN 978-88-6634-476-6      |
| 4  | 17 maggio 2008              | ISBN 978-4-39-676434-0      | 8 giugno 2013               | ISBN 978-88-6634-561-9      |
| 5  | 22 gennaio 2009             | ISBN 978-4-39-676449-4      | 14 settembre 2013           | ISBN 978-88-6634-588-6      |
| 6  | 8 agosto 2009               | ISBN 978-4-39-676467-8      | 7 dicembre 2013             | ISBN 978-88-6634-651-7      |
| 7  | 8 febbraio 2010             | ISBN 978-4-39-676485-2      | 22 marzo 2014               | ISBN 978-88-6634-877-1      |
| 8  | 10 ottobre 2010             | ISBN 978-4-39-676506-4      | 19 luglio 2014              | ISBN 978-88-6634-946-4      |
| 9  | 8 luglio 2011               | ISBN 978-4-39-676525-5      | 18 aprile 2015              | ISBN 978-88-6883-031-1      |
| 10 | 8 marzo 2012                | ISBN 978-4-396-76541-5      | 16 maggio 2015              | ISBN 978-88-6883-068-7      |

## Anime

### Sigle
Sigla di apertura
Sweet Drops, di PUFFY
Sigla di chiusura
High High High, di kasarinchu

### Episodi
| Nº | Titolo italiano (tradotto) Giapponese 「Kanji」 - Rōmaji | In onda           | In onda |
| Nº | Titolo italiano (tradotto) Giapponese 「Kanji」 - Rōmaji | Giapponese        |         |
| 1  | La bambina delle genziane 「りんどうの女の子」 - Rindō no onnanoko | 8 luglio 2011     |         |
| 1  | Daikichi torna nella casa dove è nata sua madre in occasione della morte del nonno; qui incontra Rin, una bambina riservata. Daikichi scopre che Rin è la figlia illegittima del nonno, abbandonata dalla madre: la notizia lo sconvolge perché non avrebbe mai creduto di avere una zia così giovane. Durante la veglia funebre Rin inizia a entrare in confidenza con Daikichi; la mattina, quando giunge il momento di dare l'ultimo saluto al nonno, Daikichi chiede a Rin di mettere un fiore nella bara dell'uomo. La piccola rifiuta il crisantemo offertole da Daikichi e raccoglie dal giardino di casa due genziane, il fiore preferito del defunto; solo dopo aver messo i fiori nella bara Rin scoppia a piangere abbracciando Daikichi. Dopo il funerale Daikichi ha uno scontro con i familiari: tutti pensano soltanto a cercare un istituto che accolga Rin, come se non fosse un membro della famiglia. Daikichi chiede a Rin se voglia stare con lui; la piccola accetta entusiasta e si trasferisce a casa di Daikichi che, da questo momento, dovrà impegnarsi per educare e crescere la bambina. |                   |         |
| 2  | Giurin Giurello 「ゆび切りげんまん」 - Yubikiri genman | 15 luglio 2011    |         |
| 2  | Daikichi sta facendo compere con Rin quando si rende conto che l'indomani dovrà tornare al lavoro e la bimba dovrebbe andare a scuola. Grazie alle indicazioni della cugina Haruko riesce a trovare un asilo per Rin, ma l'istituto è lontano sia dal luogo di lavoro di Daikichi che dalla casa e può accogliere i bambini solo per pochi giorni. Al mattino Daikichi porta Rin all'asilo; prima di andare al lavoro le promette che farà di tutto per riprenderla prima del tramonto. Gli impegni di lavoro gli impediscono di rispettare la promessa; quando Daikichi giunge all'asilo trova Rin da sola ad attenderlo. La bimba, che iniziava a pensare di essere stata abbandonata nuovamente, accoglie felice Daikichi mentre lui si scusa per non aver mantenuto la promessa. |                   |         |
| 3  | La decisione di Daikichi 「ダイキチの決めたこと」 - Daikichi no kimetakoto | 22 luglio 2011    |         |
| 3  | Daikichi, per tentare di scoprire qualcosa sulla madre di Rin, torna nella casa del nonno; durante il suo viaggio si ferma dai genitori portando con sé la bimba. Mentre Rin è in compagnia di Reina (la figlia di Haruko) Daikichi scopre che a casa del nonno è presente un modem, ma non trova nessun computer. Durante il viaggio di ritorno Daikichi chiede a Rin se il nonno avesse un computer; la bimba risponde che lo aveva Masako — la badante del nonno che curava la casa — e che non trovava simpatica la donna. Daikichi pensa che Masko sia la madre di Rin — il suo nome è sul libretto sanitario di Rin — ed è intenzionato a scoprire i motivi che hanno spinto la donna ad abbandonare la figlia. Daikichi ha trovato un asilo dove Rin potrà studiare per tutto l'anno scolastico; per stare più tempo con la bimba — che intanto ha iniziato a bagnare il letto a causa di paure e tensioni — decide di sacrificare la sua carriera lavorativa facendosi assegnare a un reparto che gli garantisca orari fissi, seguendo l'esempio di una collega che si era trovata nella sua stessa situazione alla nascita del figlio. |                   |         |
| 4  | Lettera 「てがみ」 - Tegami | 29 luglio 2011    |         |
| 4  | Rin ha fatto amicizia con Kōki, un compagno d'asilo. Quando Daikichi si presenta a riprendere la bimba conosce Yukari, la madre di Kōki, e scambia alcune frasi con lei. Nei giorni seguenti gli incontri casuali tra i quattro si ripetono spesso e Daikichi inizia a entrare in confidenza con Yukari, che come lui deve crescere un bambino senza poter contare sull'aiuto di altri. Daikichi, guardando il libretto sanitario di Rin, scopre una lettera lasciata dal nonno; l'uomo spiega che Masako ha abbandonato Rin soltanto perché non si sentiva ancora pronta a ricoprire il ruolo di madre. Sul retro del foglio Daikichi trova un appunto con il nome di Masako e un numero di telefono; nei giorni seguenti chiede a Rin se le farebbe piacere conoscere la madre e la piccola si dimostra molto interessata. Una notte, dopo aver atteso che Rin si fosse addormentata, Daikichi compone il numero di telefono trovato sulla lettera: dopo pochi squilli risponde una donna che dice di essere Masako Yoshī. |                   |         |
| 5  | Daikichi è perfetto così 「ダイキチはダイキチでいい」 - Daikichi wa Daikichi de ii | 5 agosto 2011     |         |
| 5  | Daikichi si incontra con Masako: la donna, mangaka di successo, ha abbandonato Rin perché al momento in cui rimase incinta stava iniziando a lavorare per un grande editore e non si sentiva in grado di crescere un figlio e dedicarsi al lavoro allo stesso tempo. Masako non ha niente in contrario se Daikichi si prende cura di Rin, ma gli chiede di fare in modo che la bimba usi il suo cognome quando verrà iscritta alle scuole elementari e non quello del nonno. Daikichi vorrebbe adottare Rin per darle ufficialmente il suo cognome, ma la piccola gli dice che a lei piace il cognome Kaga: suo padre era il nonno e per lei «Daikichi dovrebbe essere Daikichi». Daikichi, un po' amareggiato, accetta la decisione della bimba e comunica a Masako che Rin vuole mantenere il cognome paterno; anche la madre — che rifiutò la proposta di matrimonio del nonno di Daikichi — accetta la scelta di Rin. |                   |         |
| 6  | Il mio albero 「わたしの木」 - Watashi no ki | 12 agosto 2011    |         |
| 6  | Rin inizia ad andare alle scuole elementari e Daikichi, per celebrare l'evento, vuole piantare un albero nel giardino di casa sua che cresca insieme alla bimba. Rin sceglie di piantare un nespolo; Daikichi le racconta che i suoi genitori piantarono un osmanto odoroso quando nacque lui e un osmato cinese quando nacque la sorella Kazumi. Rin si chiede se il nonno avesse piantato un albero per celebrare la sua nascita; Daikichi, per soddisfare la curiosità della bimba, si incontra di nuovo con Masako. La donna, con qualche difficoltà, riesce a indicare il punto del giardino della casa del nonno dove si trova l'albero di Rin. Daikichi vede che l'albero di Rin — un osmanto fragrante di sei anni — è vicino a un grande osmanto cinese che il nonno piantò al momento della nascita della madre di Daikichi; l'osmanto odoroso di Rin viene quindi trasferito a casa dei genitori di Daikichi, dove sua madre potrà farlo crescere rigoglioso. |                   |         |
| 7  | Fuga segreta da casa 「ないしょで家出」 - Naisho de iede | 19 agosto 2011    |         |
| 7  | Una domenica pomeriggio Daikichi e Rin ricevono la visita improvvisa di Haruko e Reina; mentre le bimbe giocano Haruko confida a Daikichi di essere scappata di casa perché ha dei contrasti con i suoceri e il marito e chiede ospitalità al cugino. Daikichi è un po' riluttante ma alla fine accetta di ospitare temporaneamente Haruko e Reina. Tutti insieme si recano a fare compere per la cena; al supermercato incontrano Yukari e Kōki e Haruko inizia a credere che Daikichi sia interessato alla bella madre di Kōki. Una sera, mentre Rin e Reina stanno dormendo, Haruko comunica a Daikichi che rientrerà a casa: si è resa conto che anche lui e Yukari hanno grosse difficoltà a crescere un bimbo da soli e decide di sopportare i problemi causati dalla convivenza con i suoceri per il bene di Reina. La sera successiva il marito di Haruko giunge a casa di Daikichi per riportare a casa la moglie e la figlia; prima che Haruko parta Daikichi le dice che potrà sempre contare su di lui nei momenti di difficoltà. |                   |         |
| 8  | Ciò che era importante per il nonno 「おじいちゃんのだいじ」 - Ojīchan no daiji | 26 agosto 2011    |         |
| 8  | 4 agosto: Rin compie sette anni e Daikichi, visto che si sta avvicinando l'Obon, le chiede se voglia andare al cimitero a fare visita al nonno. Rin vede che le genziane che ha piantato non sono ancora fiorite e vorrebbe aspettare, ma Daikichi le fa notare che il nonno sarebbe molto contento di vederla anche se non avesse portato il suo fiore preferito. Rin si convince e il fine settimana seguente si reca sulla tomba del nonno con Daikichi. Una volta al cimitero si accorgono che qualcuno ha appena visitato la tomba; Daikichi pensa che sia stata Masako e, con una scusa, va alla ricerca della donna. Una volta in strada Daikichi vede Masako in compagnia di un suo collega: la donna è molto impegnata con il lavoro e Daikichi non ha intenzione di presentarla a Rin fino a quando non glielo chiederà la piccola, ma la invita a osservare Rin di nascosto. Masako si nasconde dietro a una siepe nei pressi della tomba dove può vedere Rin; la bimba si è fatta grande e assomiglia molto al nonno, ma Masako non ha intenzione di sacrificare la carriera per occuparsi della figlia. Una volta uscita dal cimitero Rin chiede a Daikichi di passare dalla casa del nonno — ora disabitata — e rimane delusa vedendo che non ci sono più le genziane adorate dall'uomo. La piccola si consola pensando che alcuni di quei fiori sono a casa di Daikichi, dove potrà continuare a prendersene cura. |                   |         |
| 9  | Arriva un tifone! 「たいふうがきた！」 - Taifū ga kita! | 2 settembre 2011  |         |
| 9  | Rin e Daikichi si preparano per iniziare una nuova giornata quando la televisione riporta la notizia che un tifone colpirà la loro zona in serata. A scuola Rin rimprovera Kōki perché sta disturbando le lezioni; il bimbo ubbidisce immediatamente al richiamo dell'amica e si tranquillizza, sotto lo sguardo stupito degli insegnanti che non erano riusciti a calmarlo. La sera Daikichi torna a prendere Rin e, visto che il tempo sta peggiorando, porta con sé Kōki dopo aver avvisato Yukari. Quando Daikichi e i bambini sono già a casa giunge anche Yukari; mentre infuria il tifone i quattro cenano e svolgono le faccende domestiche come se fossero una serena famiglia. A tarda serata Kōki sta per addormentarsi; Daikichi chiama un taxi per Yukari e il bimbo anche se Rin avrebbe preferito che rimanessero da loro. Il mattino seguente Daikichi e Rin vengono svegliati da Kōki: il tifone si è allontanato, il sole è alto in cielo e tutto fa credere che sarà una splendida giornata. |                   |         |
| 10 | Ammalata 「おなかのかぜ」 - Onaka no kaze | 9 settembre 2011  |         |
| 10 | Daikichi, visitando il festival culturale organizzato dalla scuola frequentata da Rin, fa amicizia con altri uomini che hanno un figlio studente. Mentre torna a casa insieme a Kōki e Yukari si accorge che Rin ha la febbre alta; una visita medica esclude l'influenza ma la bimba è molto debole e non riesce a mangiare e bere. Daikichi è molto agitato per le condizioni di salute di Rin; Yukari lo sostiene dicendogli che deve essere tranquillo perché in quella situazione i bambini hanno bisogno di un adulto a cui affidarsi. La donna inizia a prendersi cura di Rin preparando dei cibi che possano farle venire voglia di mangiare e insegna a Daickichi come gestire la situazione. Una mattina, dopo due giorni di febbre alta, Rin si sveglia completamente guarita e può tornare a scuola. Quando Daikichi torna a prendere Rin Kōki gli chiede se può portare a casa anche lui: sua madre non può venire a prenderlo perché è a letto con la febbre alta. |                   |         |
| 11 | Il primo passo 「はじめの一歩」 - Hajime no ippo | 16 settembre 2011 |         |
| 11 | Daikichi è da Yukari, costretta a letto a causa dell'influenza, per riaccompagnare Kōki; mentre le consegna la spesa che ha fatto per lei si offre di riaccompagnare a casa Kōki dopo la scuola. Yukari si riprende presto, e il fine settimana successivo è in grado di accompagnare il figlio al parco giochi per stare insieme a Rin e ai bimbi dei nuovi amici di Daikichi. L'appuntamento al parco diventa una piacevole abitudine per tutti; Daikichi chiede a Yukari e agli altri genitori, che hanno cresciuto i bambini dalla nascita, se non gli pesi il fatto di non avere più tempo libero per loro. Dopo qualche tempo Daikichi ottiene la risposta alla domanda: Yukari afferma che, anche se non ha tempo per andarsene a spasso, considera preziosi i momenti che passa con Kōki e questo non è un sacrificio. Anche gli altri genitori la pensano allo stesso modo; Daikichi ripensa agli eventi che gli sono capitati da quando ha conosciuto Rin e si accorge che la bimba gli ha cambiato la vita. Daikichi è felice per le soddisfazioni che gli ha dato Rin, e decide che continuerà a occuparsi di lei come se fosse suo padre anche se dovrà fare qualche sacrificio. |                   |         |

#### Bonus
| Nº  | Titolo italiano (tradotto) Giapponese 「Kanji」 - Rōmaji | In onda          | In onda |
| Nº  | Titolo italiano (tradotto) Giapponese 「Kanji」 - Rōmaji | Giapponese       |         |
| 2.5 | Acquario della foglia 「はっぱの水族館」 - Happa no suizokukan | 28 ottobre 2011  |         |
| 2.5 | È autunno e Rin sta raccogliendo le foglie cadute per poi trasformarle in pesciolini finti. Purtroppo le foglie si seccano velocemente e Daikichi si fa svelare dalla cugina il segreto per conservarle a lungo.                                   |                  |         |
| 3.5 | A Babbo Natale 「サンタさんへ」 - Santa-san e | 25 novembre 2011 |         |
| 3.5 | È la notte di Natale e Rin, dopo aver fatto l'albero assieme a Daikichi, scrive una lettera a Babbo Natale dicendogli il regalo che desidera. In cambio lascia due panini dolci per lui e una carota per la renna.                                 |                  |         |
| 6.5 | Fioritura nel cielo 「お空にまんかい」 - Osora ni mankai | 16 dicembre 2011 |         |
| 6.5 | Daikichi, Rin, Yukari e Kōki si danno appuntamento al parco per osservare gli ultimi fiori di ciliegio che cadono dai rami. Il vento trasporta i petali nell'aria ed il cielo sembra fiorire.                                                      |                  |         |
| 8.5 | Ritorno a casa 「かえり道」 - Kaeri michi | 27 gennaio 2012  |         |
| 8.5 | Daikichi, Rin, Yukari e Kōki alla sera vanno alle celebrazioni per la festività dell'Obon a vedere le bancarelle. Rin e Yukari sono vestite col tradizionale kimono. Al ritorno Daikichi porta tutti lungo la riva del fiume a vedere le lucciole. |                  |         |